# 重愛路
重愛路（Chong'ai Rd.）為高雄市左營區的東西向道路，起端為民族一路，末端為高鐵路，是高鐵左營站的聯外道路之一。

## 行經行政區域
- 左營區

## 沿線設施
（由東至西）
- 重愛公園
- 高雄市左營區福山國民小學
- 全聯福利中心北左營店
- 私立米倫幼稚園
- 路易莎咖啡高雄重愛門市
- 彰化銀行左營分行
- 台北富邦銀行左營分行
- 福山廣場公園
- 美廉社左營重愛店
- 亞尼克高雄旗艦店
- 華夏西北扶輪公園

## 公共自行車
- 高雄市公共自行車租賃系統：
  - 重愛公園(文慈路側)：文慈路255號(對側人行道)
  - 華夏西北扶輪公園(重愛路側)：重愛路358號(對側人行道)

## 相關連結
- 高雄市主要道路列表